# شيغوفومي: رسائل من الراحل
شوغوفومي:رسائل من الراحل (بالإنجليزية:shogofomi:stories of last letter)، سلسلة أنمي متلفز، من إنتاج شركة بانداي البصرية، بتعاون مع يوزاوا شيبا. بث الأنمي في اليابان، على قناة شايبا تيفي وغيرها من الشبكات، بدءاً 6 كانون الثاني/يناير، لينتهي يوم 22 آذار/مارس 2008. يتكون هذا الأنمي من اثنتي عشرة حلقة. صدر 26 سبتمبر/أيلول سنة 2008 دي في دي. تم نشر أربع روايات خفيفة، على يد ميدياووركس، ما بين أكتوبر 2006، ومارس 2008. رغم كل الإصدارات الملحقة للأنمي، لكن هذا الأخير يعتبر الإصدار الأصلي الأكثر شهرة.

## وصلات خارجية
- الموقع الرسمي للأنمي (باليابانية).
- القناة الرسمية (باليابانية).
- الموقع باللغة الإنجليزية. نسخة محفوظة 8 مارس 2008 على موقع واي باك مشين.
- شيغوفومي: رسائل من الراحل على موقع IMDb (الإنجليزية)
- شيغوفومي: رسائل من الراحل على موقع ميتاكريتيك (الإنجليزية)
- شيغوفومي: رسائل من الراحل على موقع كينوبويسك (الروسية)
- شيغوفومي: رسائل من الراحل على موقع ألو سيني (الفرنسية)
- شيغوفومي: رسائل من الراحل على موقع قاعدة بيانات الفيلم (الإنجليزية)
- شيغوفومي: رسائل من الراحل على موقع ANN anime (الإنجليزية)

.